# Neuville-Day
Neuville-Day település Franciaországban, Ardennes megyében. Lakosainak száma 170 fő (2022. január 1.). Neuville-Day Lametz, Montgon, Semuy és Voncq községekkel határos.

## Népesség
A település népességének változása:
| Lakosok száma | 220  | 185  | 162  | 160  | 168  | 161  | 158  | 168  | 173  | 170  |
|               | 1968 | 1982 | 1990 | 2006 | 2013 | 2015 | 2017 | 2019 | 2020 | 2022 |